# Ray S. Bassler

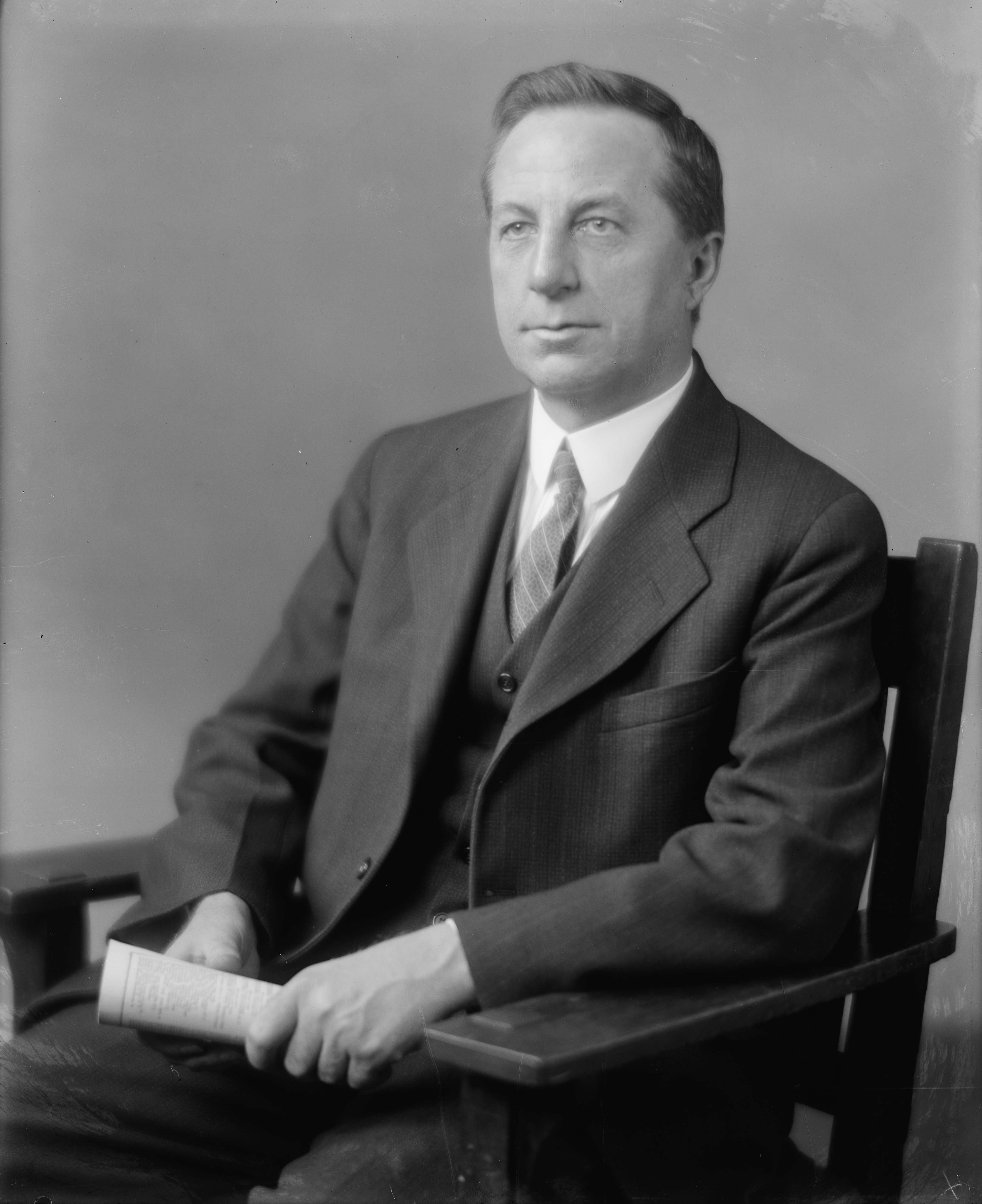
Ray S. Bassler, 1905

Ray Smith Bassler (* 22. Juli 1878 in Philadelphia; † 3. Oktober 1961 in Washington, D.C.) war ein US-amerikanischer Paläontologe.
Bassler wuchs in Cincinnati auf und sammelte schon auf der High School Fossilien, wobei er in Kontakt mit Paläontologen wie Charles Schuchert, Carl Ludwig Rominger (1820–1907) und Edward Oscar Ulrich kam. Er studierte Geologie an der University of Cincinnati mit dem Bachelor-Abschluss 1902 und an der George Washington University mit dem Master-Abschluss 1903 und der Promotion 1904. Danach war er bis 1948 Assistant Professor für Geologie an der George Washington University. Ab 1904 war er außerdem Assistanz-Kurator am National Museum of Natural History in Washington, D.C. und ab 1907 Kurator (in der Abteilung Paläontologie der Wirbellosen). Von 1910 bis 1922 war er Kurator der Abteilung Paläontologie und von 1923 bis 1928 der Abteilung stratigraphische Paläontologie. Ab 1929 war er dort leitender Kurator (Head Curator) der Abteilung Geologie und nach seiner Pensionierung 1948 Associate in Paläontologie.
Von 1905 bis 1931 studierte er mit dem Franzosen Ferdinand Canu Moostierchen (Bryozoen) aus dem Tertiär von der Atlantik- und Golfküste.
Er ist der Verfasser des 1953 erschienenen Bandes Bryozoen im Treatise on Invertebrate Paleontology.